# Sofia Karlsson (politiker)
Sofia Karolina Karlsson, född 24 februari 1977 i Filborna i Helsingborg, är en svensk politiker, som tidigare var aktiv inom partiet Feministiskt initiativ. Hon var en av initiativtagarna till Feministiskt initiativ och var en av partiets tre talespersoner från september 2005 till mars 2007. Vid partiets kongress i mars 2011 valdes hon på nytt in i styrelsen. Hon fanns inte med i den styrelse som valdes 2013.
Sofia Karlsson växte upp i Mörarp. Under några år studerade hon samhälls- och förvaltningskunskap vid Göteborgs universitet. Ordförande i Republikanska föreningen under perioden november 2008–november 2009.
Sofia Karlsson har en bakgrund i studentorganisationer. Hon var ordförande i Haga Studentkår i Göteborg 2000–2001 och i Sveriges Förenade Studentkårer under verksamhetsåret 2002/2003. Sofia Karlsson drev under sin tid som studentpolitiker bland annat frågor som rör studenters inflytande och studiesociala situation. Under sitt år som ordförande i Sveriges Förenade Studentkårer arbetade hon särskilt med likabehandlingsfrågor. Efter några år som frilansande moderator var hon mellan juni 2012 och mars 2014 anställd som kommunikationschef på IOGT-NTO. Sofia Karlsson har sedan - som konsult med egen firma - arbetat för Riksförbundet för sexuellt likaberättigande Sofia bor nu i Härnösand (2020). Sedan våren 2023 jobbar Sofia som Kommunikationschef på Studieförbundet NBV.